# Fontaine des Quatre-Saisons
La fontaine des Quatre-Saisons est une fontaine monumentale, à bassins (c'est-à-dire qu'elle est équipée de bassins qui reçoivent ses eaux), située dans le 7e arrondissement de Paris, aux numéros 57 et 59 de la rue de Grenelle.

## Historique

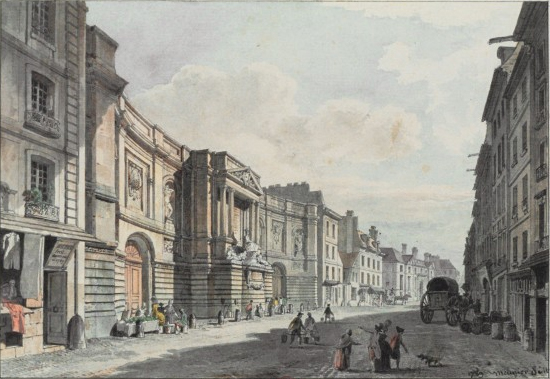
La rue et sa fontaine en 1789.

Édifiée sur un terrain donné par le couvent des Récolettes, la fontaine a fait l'objet d'un marché public passé le 3 juin 1739 avec Jacques Mégrelin, sur la base du devis rédigé par Jean-Baptiste-Augustin Beausire. La construction représenta un très grand chantier entrepris par la Ville de Paris, sous la responsabilité de Michel-Étienne Turgot, (prévôt des marchands et père du ministre de Louis XVI). Elle était destinée à procurer de l'eau au quartier mais aussi à être un monument commémoratif en l'honneur du roi Louis XV. Son coût a été considérable (plus de 139 000 livres). La maîtrise d'œuvre et l'ensemble de son décor sculpté sont confiés à Edme Bouchardon. Les travaux sont terminés en 1745.
L'importance du projet dans une rue si étroite suscita des réactions, dont celle de Voltaire, qui, dans une lettre adressée au comte de Caylus en 1739, raille le gigantisme et la prétention du projet pour un si petit service rendu. Cependant Michel-Étienne Turgot fut très satisfait du travail de Bouchardon et lui fit accorder une pension annuelle de 1500 livres.
Elle a été classée sur la liste des monuments historiques dès 1862 ; en 1928, le classement fut confirmé.
La fontaine était alimentée par les eaux de Rungis, puis en 1787 par la pompe à feu du Gros-Caillou, mais le débit était trop faible (ce qui lui valut le surnom la Trompeuse) et à la fin du XIXe siècle elle fut désertée. Restaurée par la Ville de Paris, elle est remise en eaux en 1978.
Au XXIe siècle, après d'importants travaux de ravalement, la fontaine est inaugurée le 12 novembre 2024.

### Contexte
À partir de 1750 sous l'impulsion des philosophes, les architectes s’intéressent de nouveau à une architecture publique qui réponde à trois exigences principales :
- L'édifice doit laisser apparaître ce qu’il est : il doit annoncer clairement sa destination (exemple : un hôpital).

- Le bâtiment public doit avoir du caractère : il doit susciter des émotions selon sa fonction (théâtre : la joie ; église : le recueillement), conformément à la théorie de la passion telle que décrite par Le Brun qui la met au goût du jour au XVIIe siècle. Les architectes reprennent à leur compte ses idées et les mettent en œuvre.

- Le bâtiment doit participer à l’édification des citoyens ou citadins : dans un contexte de moralisation des beaux-arts, il est au service de la société et n'est pas coupé de son environnement.

## Description

### Aspect général

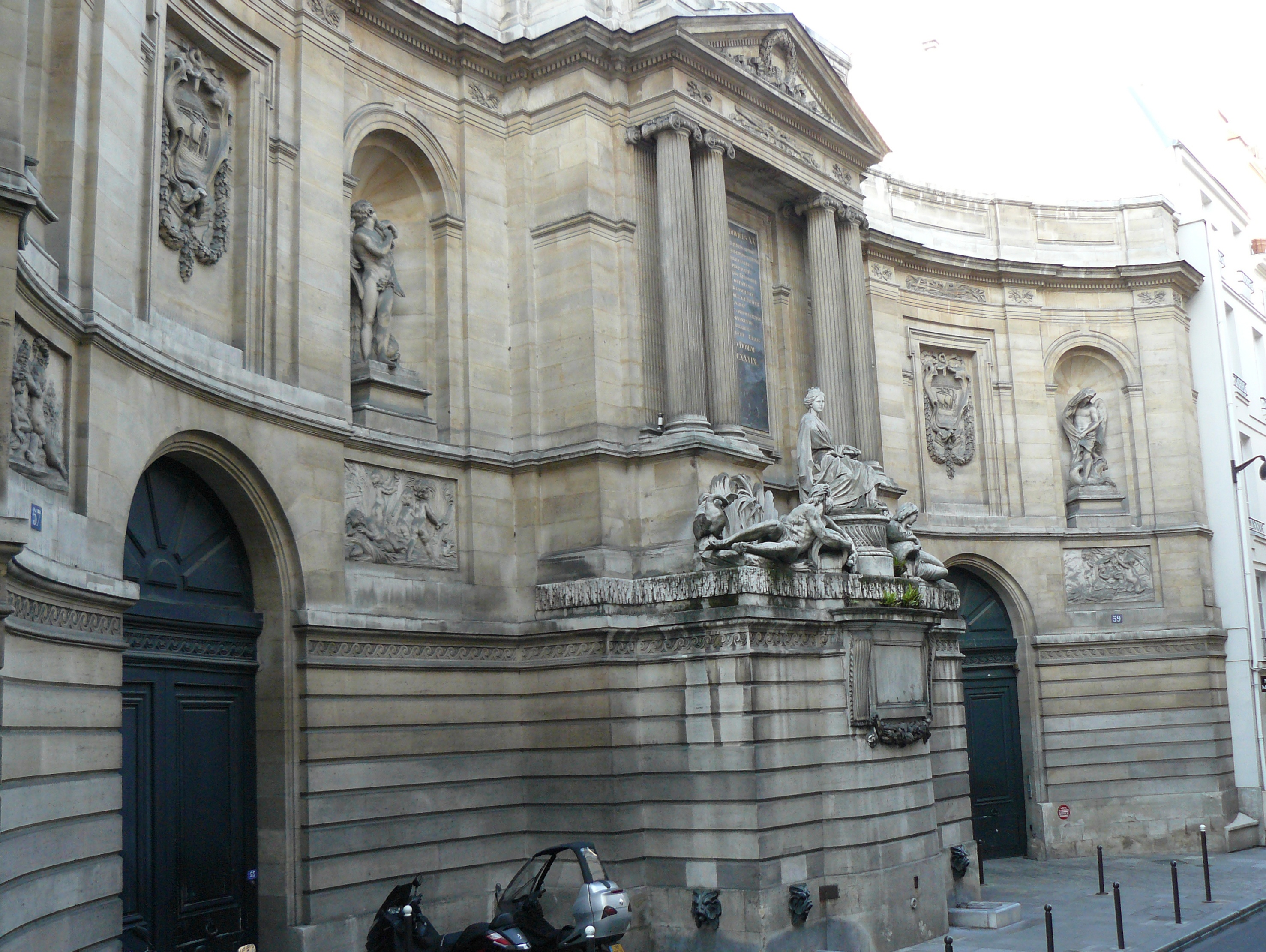
État de la fontaine avant les travaux de 2024.

La fontaine des Quatre-Saisons, nommée ainsi tardivement en raison des quatre bas-reliefs et des quatre statues représentant les saisons qui la décorent, est une fontaine unique à Paris de par son ampleur, son décor et son architecture. Elle se présente comme une façade de palais de style classique d'une dizaine de mètres de hauteur et qui se développe sur près de vingt mètres au long de la rue de Grenelle, intégrant deux portails de part et d'autre d'un ressaut central à colonnes ioniques et fronton.
Une importante inscription latine en l'honneur de Louis XV surmonte un groupe sculpté. Le passant est d'abord surpris et ne voit pas du premier abord la nature de fontaine du monument car seuls les quatre mascarons de bronze représentant une tête de monstre marin, plaqués sur le soubassement à cinquante centimètres du sol, démontrent cette fonction. L'aspect architectural fait plutôt penser à une façade d'hôtel particulier ou d'église, mais tout cela est factice car les deux portails fermés ne donnent accès qu'à un jardin attenant au musée Maillol pour celui de droite et à un immeuble moderne contigu pour celui de gauche. De plus, la rue étant assez étroite, on manque de recul pour apprécier dans de bonnes conditions un si grand monument.

### Détail de la décoration

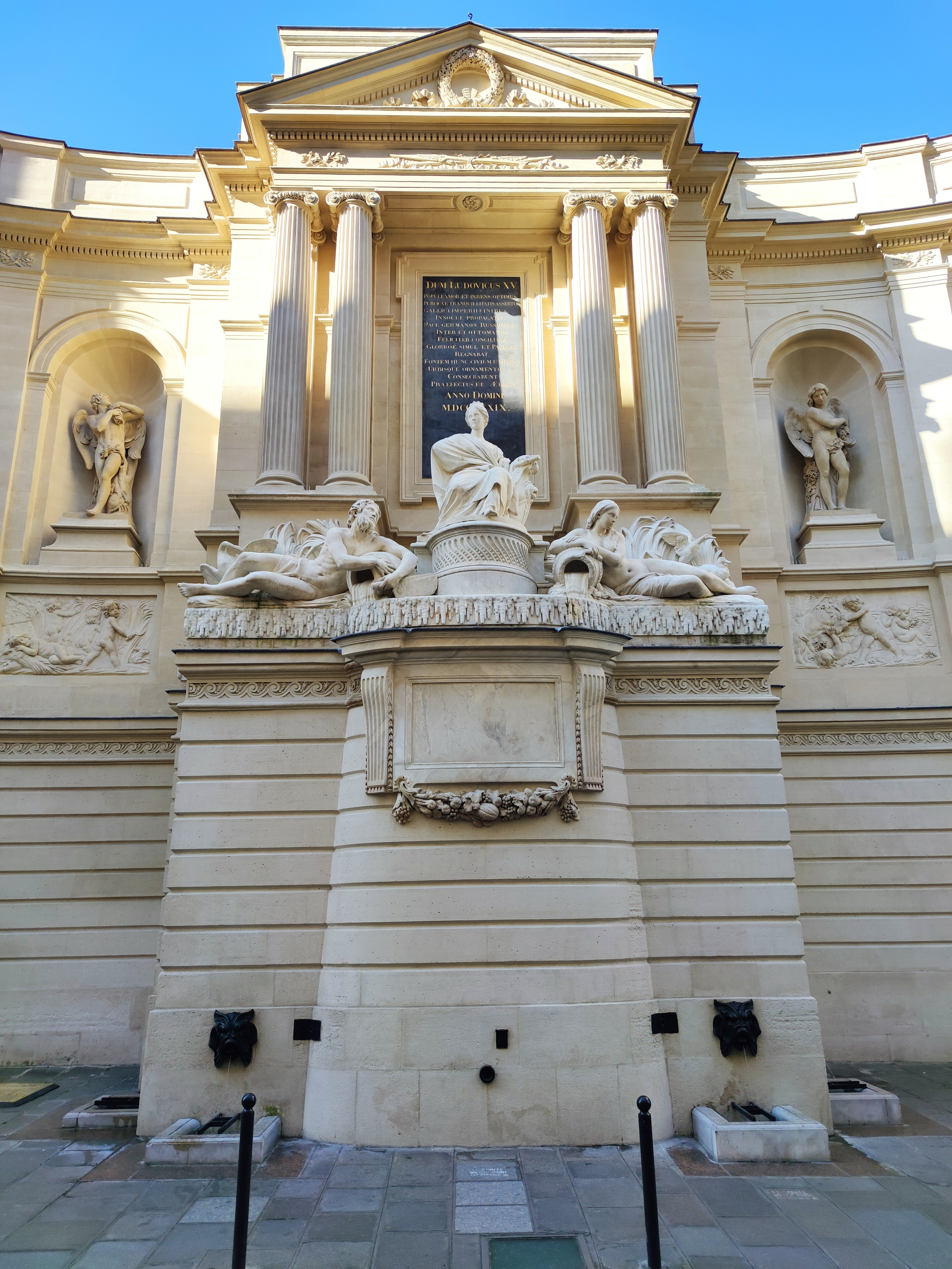
Partie centrale.

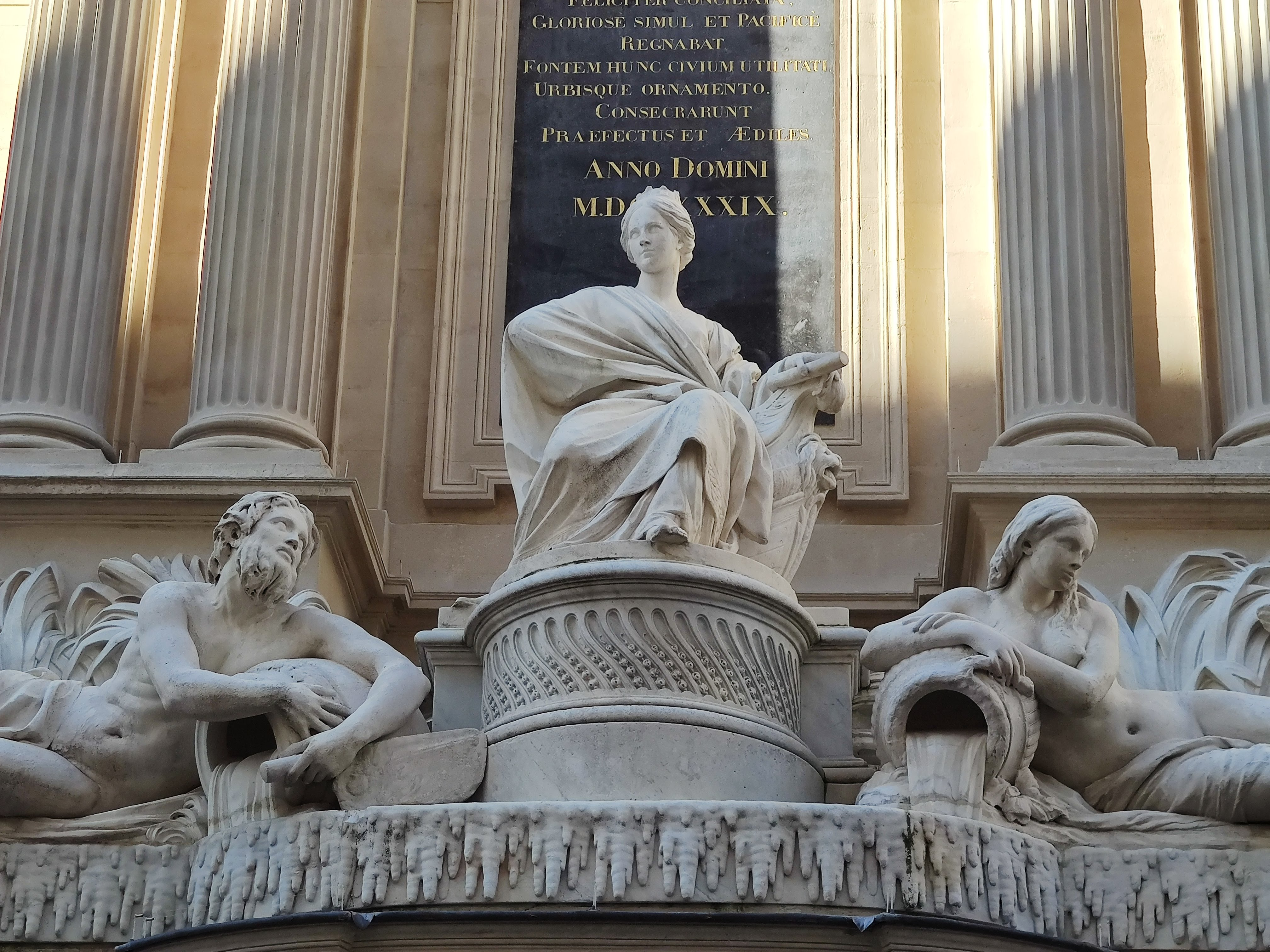
Paris, entourée de la Seine et de la Marne.

Sur le ressaut central, un groupe sculpté représente une personnalisation féminine de la ville de Paris assise, entourée de deux personnages allégoriques représentant la Marne et la Seine allongés de part et d'autre. Au-dessus, une plaque porte la dédicace latine entourée de colonnes. On observe, près du sol, les quatre mascarons crachant l'eau. Leur emplacement montre bien que cette fontaine était un point d'eau pour le quartier. Le même modèle de mascaron se retrouve à la fontaine de Mars, rue Saint-Dominique, postérieure d'une cinquantaine d'années.
À gauche du ressaut central, au-dessus d'un portail, les armoiries de la Ville de Paris, de part et d'autre, deux bas-reliefs représentent des putti occupés aux travaux des champs suivant les saisons. Chaque bas-relief est surmonté d'une niche où une statue grandeur nature représente une saison sur un mode mythologique. La même disposition se répète sur la partie droite. De gauche à droite les quatre saisons, printemps, été, automne et hiver sont ainsi évoquées. L'observateur averti notera que l'encadrement des armoiries de Paris reprend discrètement l'aspect de la tête de monstre des mascarons.
- L'inscription latine :

| DUM LUDOVICUS XV POPULI AMOR ET PARENS OPTIMUS PUBLICÆ TRANQUILLITATIS ASSERTOR, GALLICI IMPERII FINIBUS, INNOCUE PROPAGATIS, PACE GERMANOS RUSSOSQUE INTER ET OTTOMANOS FELICITER CONCILITA, GLORIOSE SIMUL ET PACIFICE REGNABAT. FONTEM HUNC CIVIUM UTILITATE, URBISQUE ORNAMENTO. CONSECRARUNT PRAEFECTUS ET ÆDILES ANNO DOMINI M.DCC.XXXIX | Au temps où Louis XV, père excellent et amour de son peuple, garant de la paix publique, après avoir étendu sans dommage les frontières du royaume de France, après avoir obtenu la paix entre les Germains, les Russes et les Ottomans, régnait avec gloire et pacifiquement, le préfet et les édiles ont consacré cette fontaine pour l'utilité des habitants et l'ornement de la ville, en l'an du Seigneur 1739. |

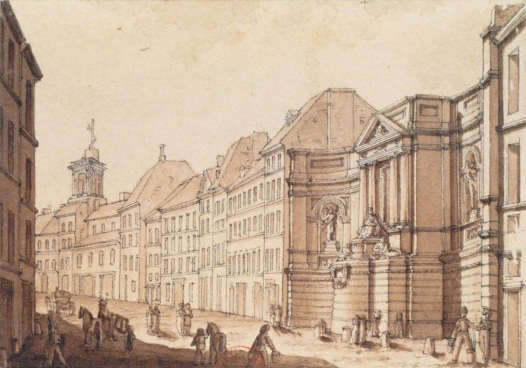
Anonyme XIXe siècle : Dessin à la plume et lavis.
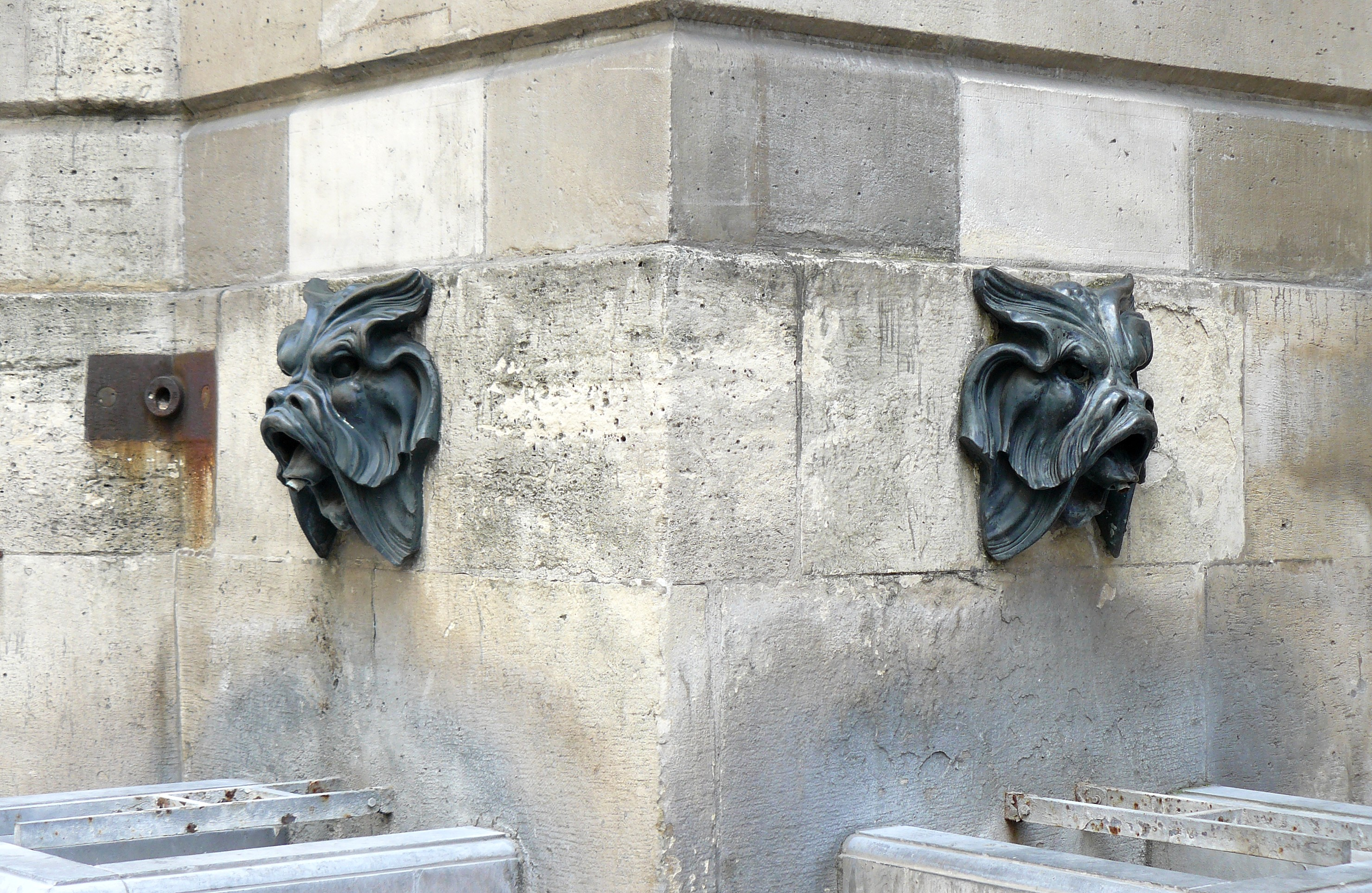
Deux des quatre mascarons de bronze.
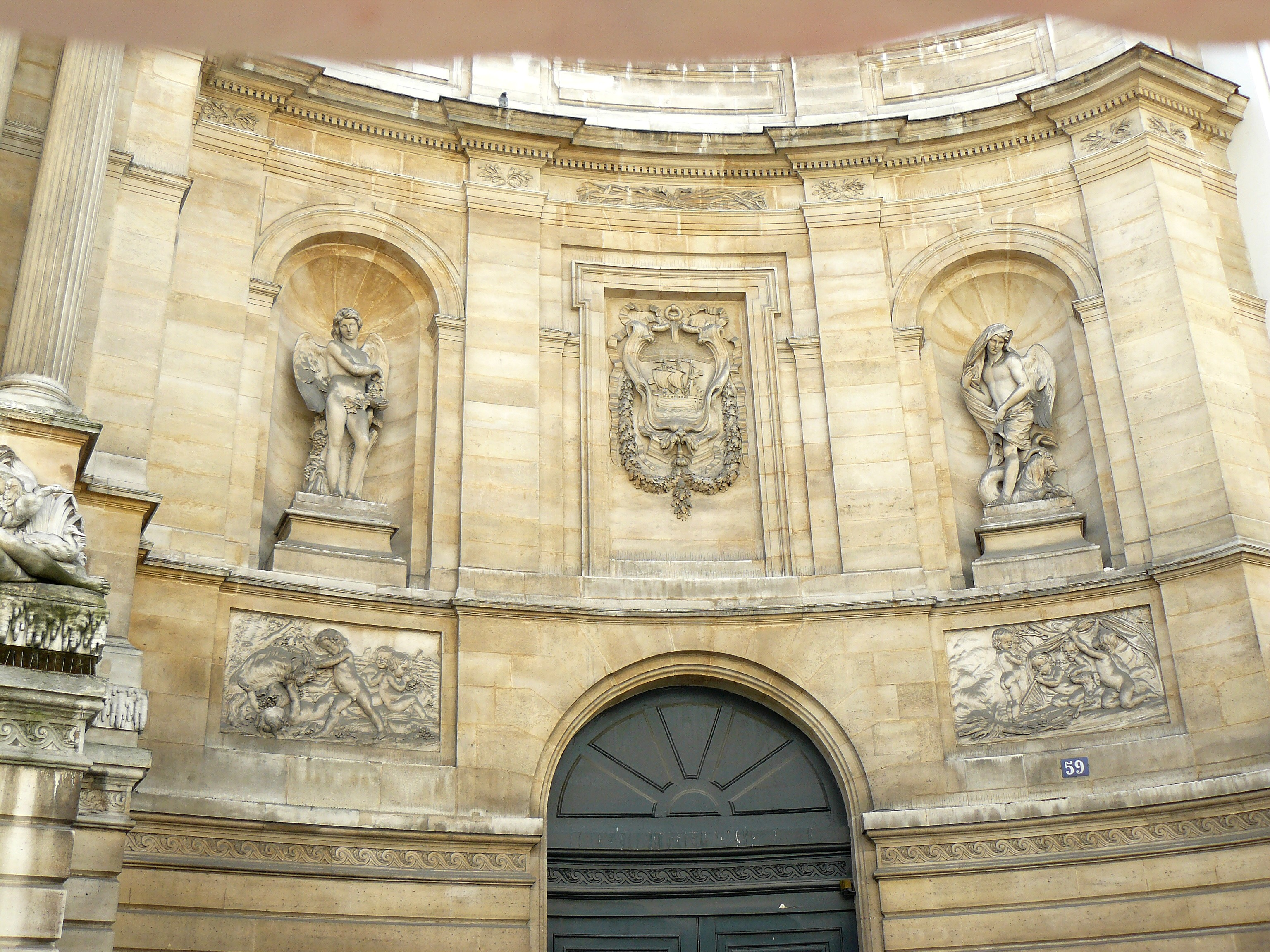
Partie droite de la fontaine.
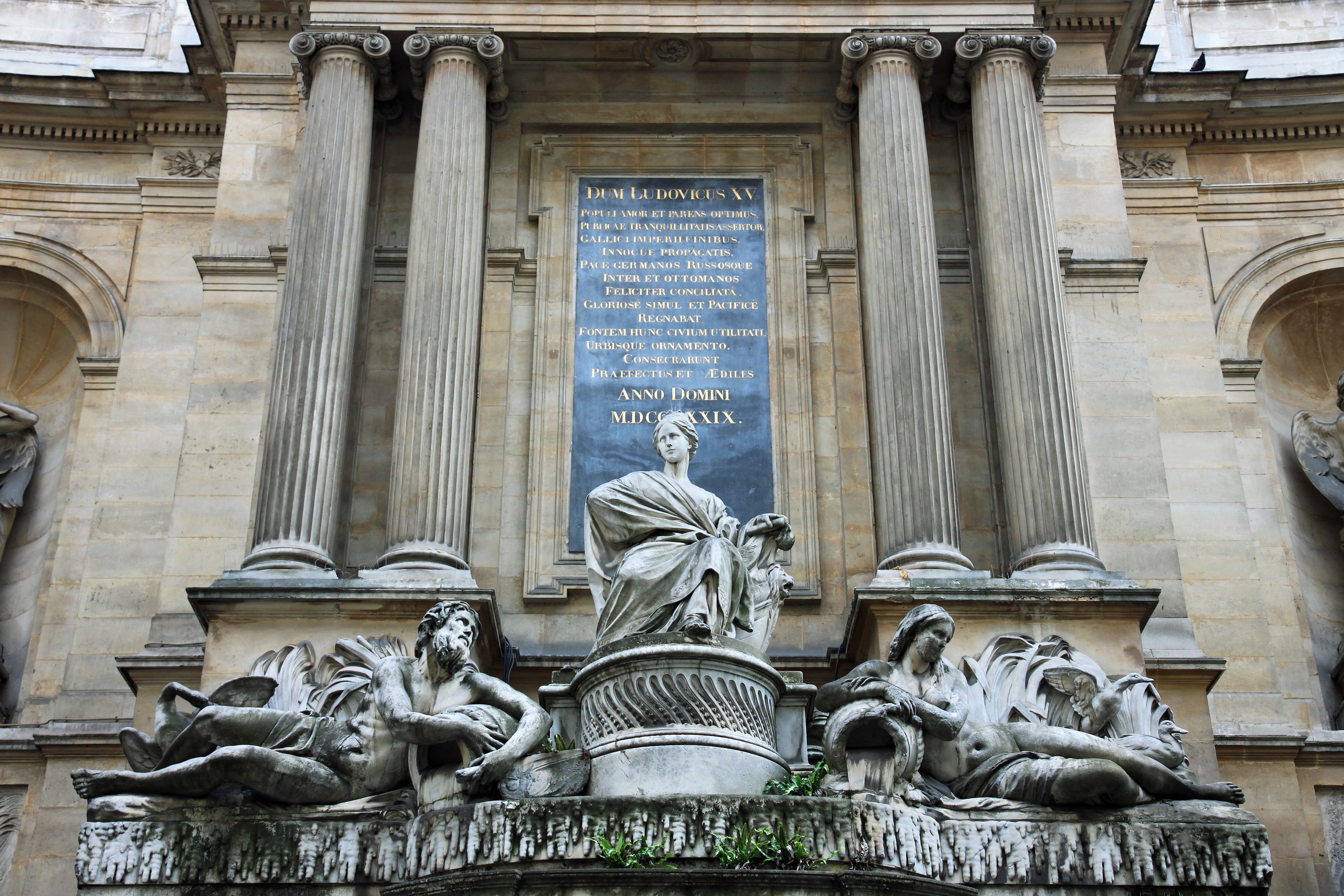
La partie centrale et la dédicace.
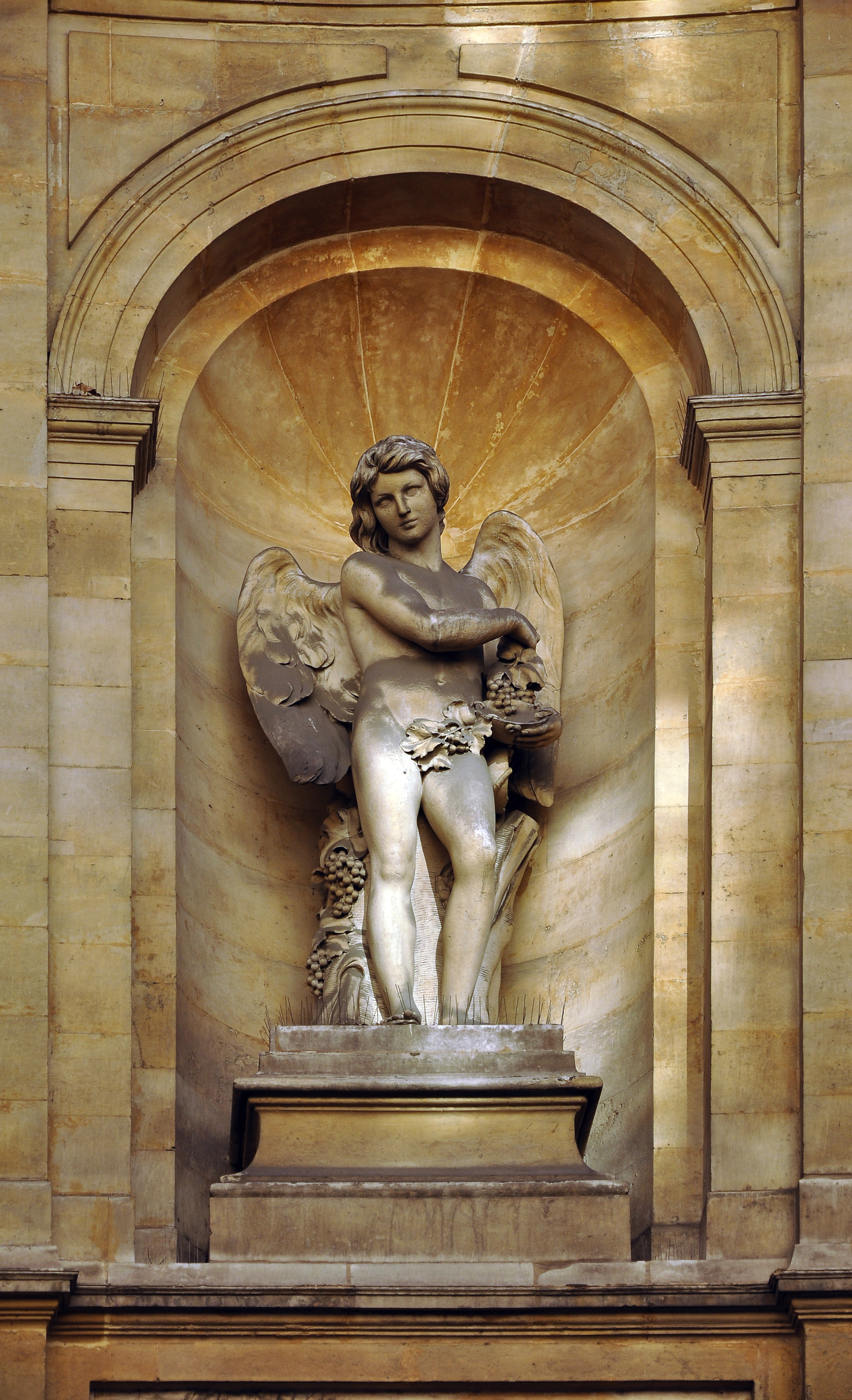
Détail de la partie droite - statue de l'automne.
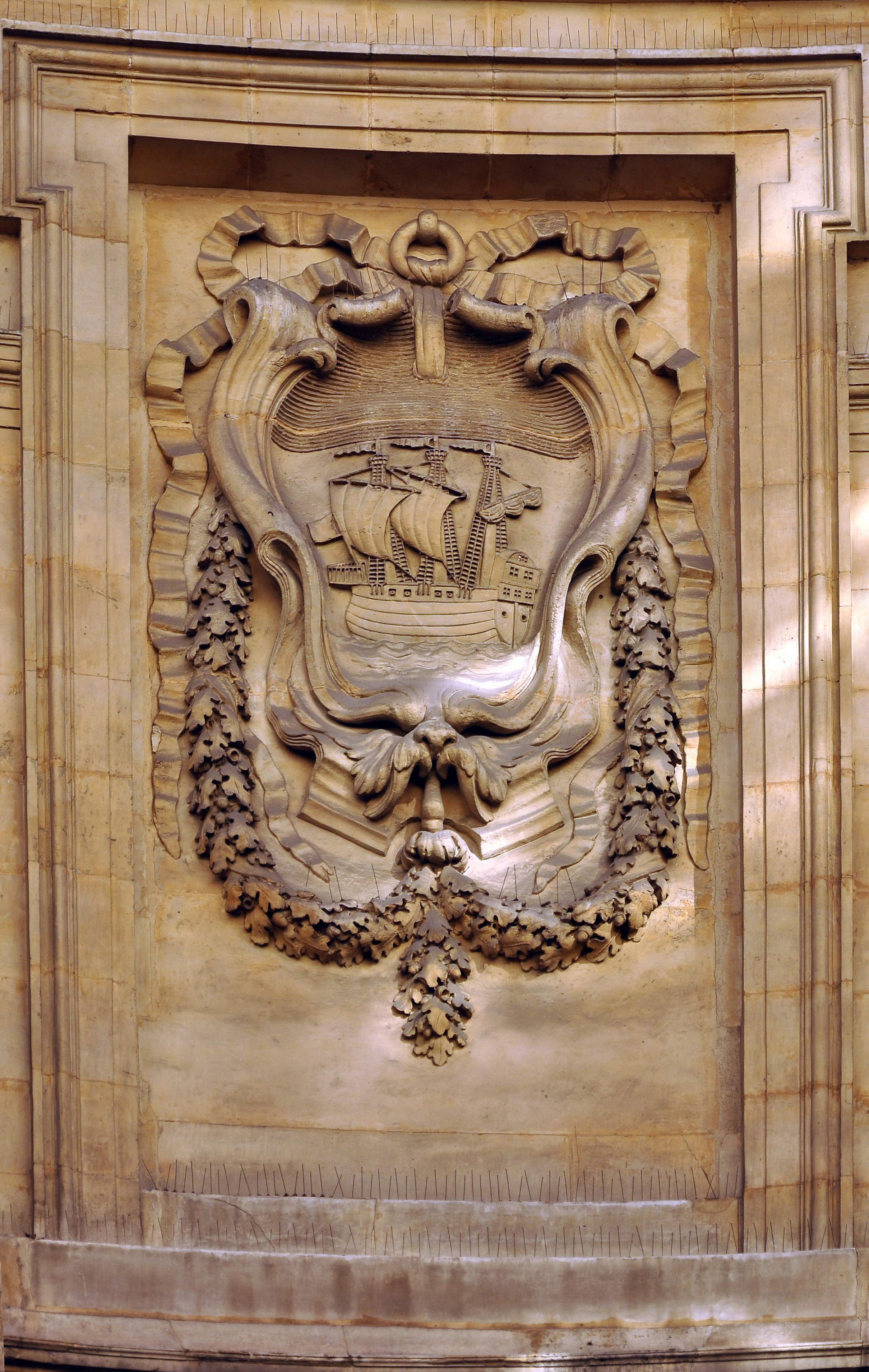
Détail de la partie droite - armoiries de Paris.
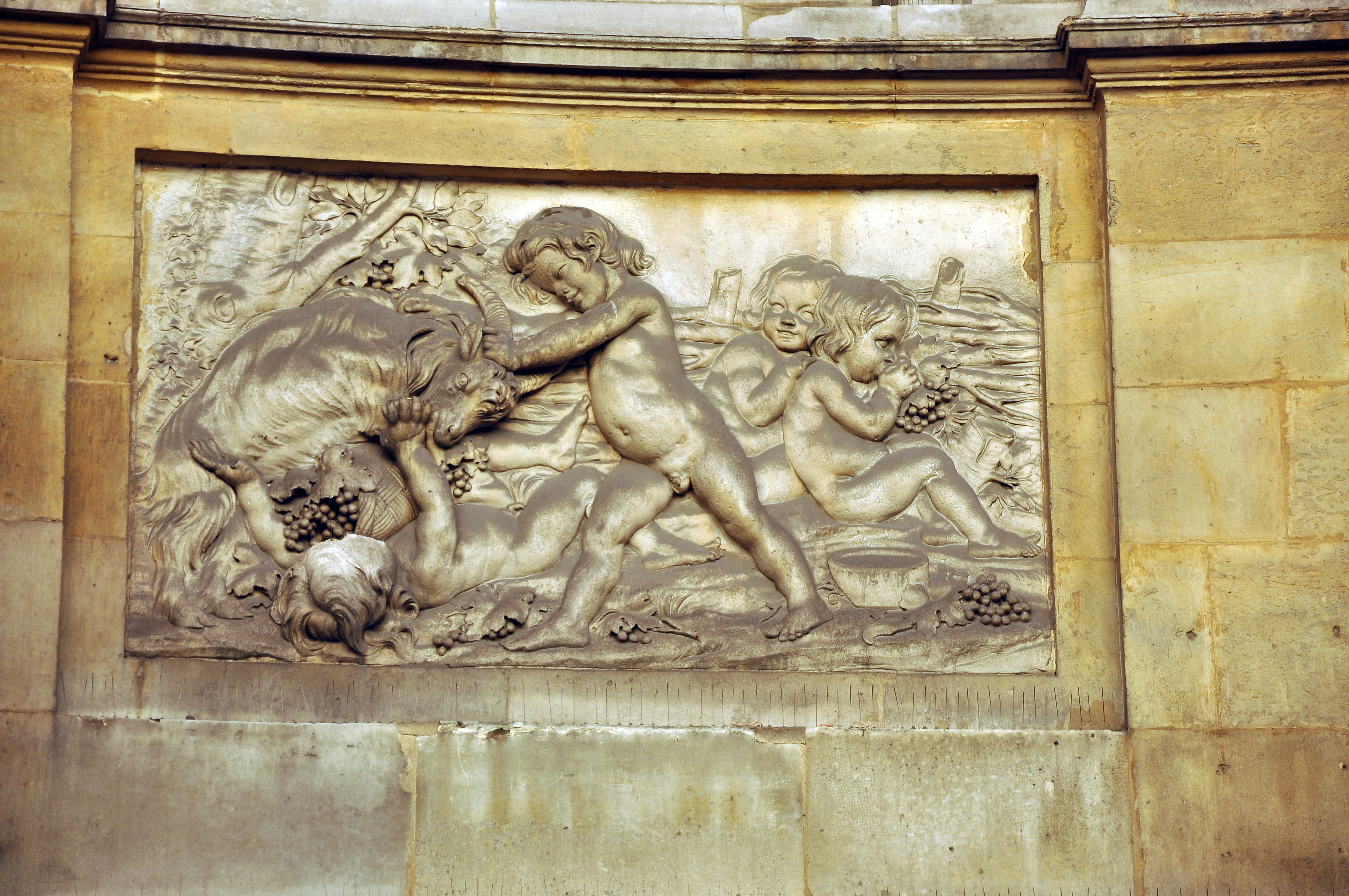
Détail de la partie droite - putti de l'automne.
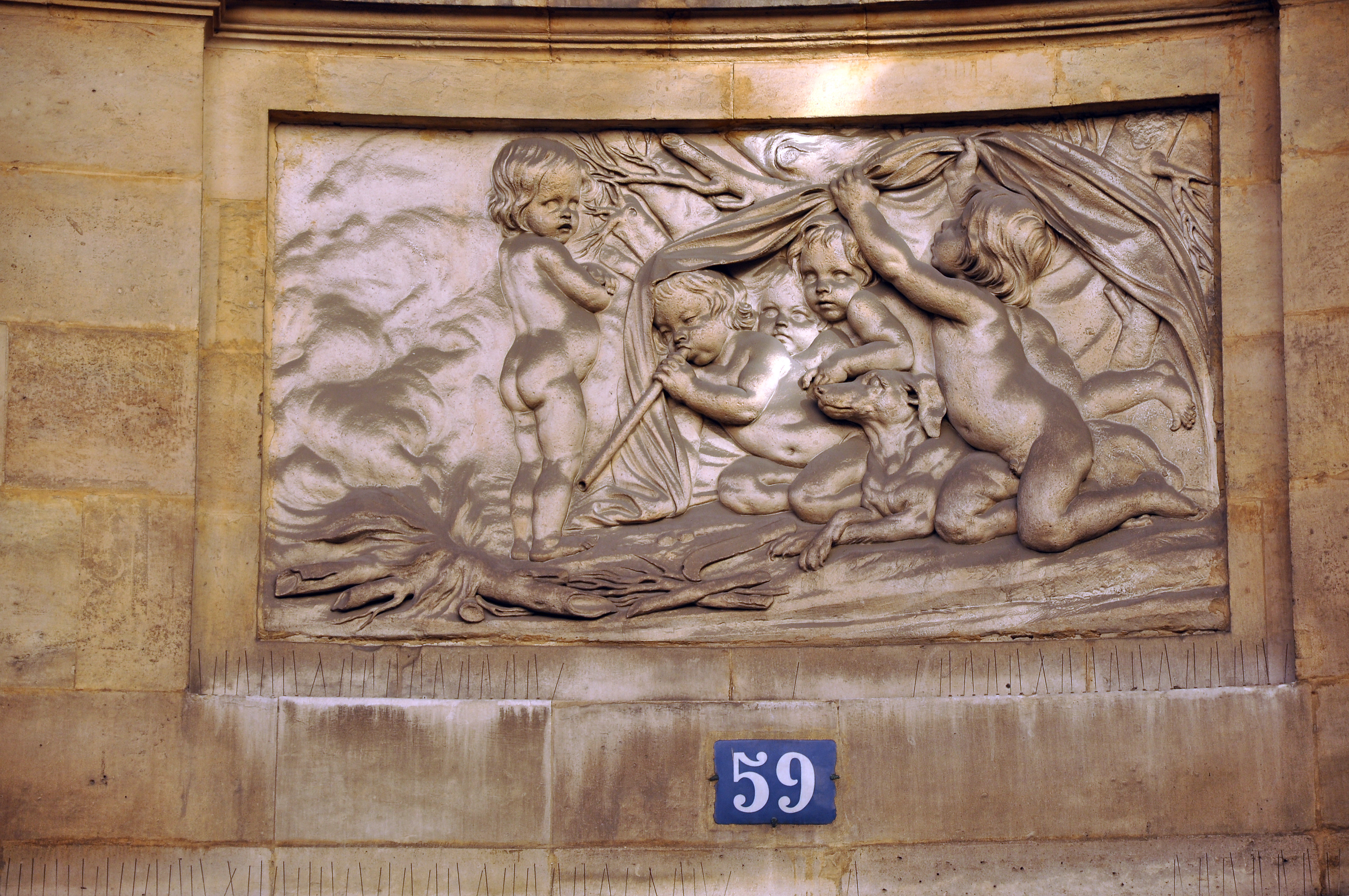
Détail de la partie droite - putti de l'hiver.